# Roma Gąsiorowska
Roma Gąsiorowska-Żurawska (Bydgoszcz, 29 de enero de 1981) es una actriz polaca de teatro, cine y televisión, directora, productora, diseñadora de moda, gestora cultural y coach.

## Biografía

### Educación
Durante su etapa en el I Liceum Ogólnokształcące im. Cypriana Kamila Norwida en Bydgoszcz, descubrió su interés por la actuación y estableció un grupo de teatro amateur junto a sus amigos. Tras graduarse en la Academia de las artes teatrales de Cracovia en 2005, logró ingresar en su segundo intento. Su proyecto de graduación fue la obra Zimne dziecko, escrita por Marius von Mayenburg y dirigida por Jan Peszek. Por su destacado papel en esta obra, obtuvo el premio al joven actor en los XLV Kaliskich Spotkaniach Teatralnych. Mientras cursaba sus estudios, comenzó a colaborar con el teatro TR Warszawa en el marco del proyecto Teren Warszawa (2003-2004). De este grupo de actores, fue una de las dos actrices a quienes el teatro ofreció un puesto permanente. Esta participación en el proyecto resultó en que en la PWST de Cracovia tuvo un período de licencia del decano y luego siguió un curso de estudio individual. Además, durante su tiempo en la academia, el Teatro Stary en Cracovia también le brindó oportunidades laborales.

### Carrera actoral
Realizó su debut en el cine con un papel secundario en la película Pogoda na jutro (2003) dirigida por Jerzy Stuhr. Rápidamente, empezaron a llegarle más ofertas cinematográficas, incluyendo roles protagónicos. Apareció en películas como Oda do radości, Sala Samobójców, Tatarak, Wojna polsko-ruska, W imieniu diabła, Córki dancingu y Plan B. Su actuación principal en la película Ki, dirigida por Leszek Dawid (2011), le valió los Leones de Oro en el 36.º Festival de Cine Polaco en Gdynia, así como el premio Złota Kaczka otorgado por la revista Film. En 2012, en el Festival de Actuación Cinematográfico en honor a Tadeusz Szymkow en Wrocław, fue premiada con el Złoty «Szczeniak» por su papel secundario en Sala Samobójców.

## Filmografía
Películas
- 2003:  Pogoda na jutro como Kinga Kozioł, hija de Józefa
- 2004:  Karol. Człowiek, który został papieżem como actriz joven de teatro
- 2005:  Oda do radości como Marta, novia de Michał
- 2005: Wieża como Magda, novia de Mateusz
- 2007: Futro como Olenka, ama de casa de Maklowieccy
- 2008: Kochaj i tańcz como asistente Remigiusz
- 2008: Wiem, kto to zrobił como Karolina Mołek
- 2008: Rozmowy nocą como Karolina, amiga de Bartek
- 2009: Jestem Twój como Alicja, hermana de  Marta
- 2009: Moja krew como una enfermera
- 2009: Tatarak como ama de casa
- 2009: Moja nowa droga como Alina
- 2009: Zero como estrella porno
- 2009: Esterházy como Ewa (solo voz)
- 2009: Wojna polsko-ruska como Magda
- 2011: Listy do M. como Doris
- 2011: W imieniu diabła como Michalina
- 2011: Suicide Room como Sylwia
- 2011:   Ki  como Ki
- 2012: Kac Wawa como Sandra
- 2015: Córki dancingu

Televisión
- 2004: Klan como adolescente en una librería
- 2005: Egzamin z życia como "Ruda", fan de "Perkoza"
- 2007: Pitbull  como Monika Grochowska
- 2007: Pogoda na piątek como niñera
- 2007: Prawo miasta como Ewa, novia de Buncol
- 2008–2009: Londyńczycy com Mariola Monika Biedrzycka
- 2010: Ratownicy com Karolina "Lara" Kitowicz

Ethiudes
- 2004: 3 Love como Magda
- 2004: Powiedz coś como Hija
- 2007: Zwierciadło

## Teatro
Roles teatrales
- 2003: Disco Pigs (escrito por Endy Walsh, dirigido por Krzysztof Jaworski)
- 2004: Dreams (escrito por Iwan Wyrypajew, dirigido por Łukasz Kos)
- 2004: Bash (escrito por Neil LaBute, dirigido por Grzegorz Jarzyna)
- 2005: Cokolwiek się zdarzy, kocham cię (escrito y dirigido por Przemysław Wojcieszek) como Sugar
- 2005: Tiramisu (escrito por Joanna Owsianko, dirigido por Aldona Figura) como Bajerka
- 2005: Noc (escrito por Andrzej Stasiuk, dirigido por Mikołaj Grabowski;) como Dusza (aparición especial  Stary Teatr im. Heleny Modrzejewskiej w Krakowie)
- 2006: Dwoje biednych Rumunów mówiących po polsku (escrito porDorota Masłowska, dirigido por Przemysław Wojcieszek) como Gina–Pyralgina
- 2006: Giovanni (escrito por Molier, dirigido por Grzegorz Jarzyna) como Zerlina
- 2009: Między nami dobrze jest (escrito por Dorota Masłowska, dirigido por Grzegorz Jarzyna)
- 2009: Portret Doriana Graya (dirigido por Michał Borczuch)

Teatr Telewizji
- 2004: Klucz como Lala
- 2004: Sceny z powstania... como Łączniczka
- 2006: I. znaczy inna como Nina
- 2006: Zorka como Iza
- 2007: Doktor Halina as Zosia

## Premios y nominaciones
- 2011 Golden Lion Award por La mejor a actriz por su papel en Ki
- 2011 Złota Kaczka Award por La mejor a actriz por su papel en Ki
- 2012 Polish film Awards por La mejor a actriz por su papel en Ki y Suicide Room (Nominación)

## Carrera en moda
Roma es también una diseñadora de moda. Sus colecciones más famosas son "Amor Amor", "Stygmaty", "Grzechów 7" y "Stara Bardzo". Fue nominada para el premio Róża Gali como "Debut en el mundo de la moda" que ella no recibió.